# John John Molina
John John Molina (* 17. März 1965 in Fajardo, Puerto Rico) ist ein ehemaliger puerto-ricanischer Boxer im Superfedergewicht und Linksausleger. 

## Profi
Am 20. April 1989 besiegte er Juan Laporte und gewann dadurch den vakanten Weltmeistertitel der WBO. Zudem erkämpfte er im Oktober desselben Jahres den Weltmeistertitel der IBF mit einem T.-K.-o.-Sieg gegen Tony Lopez. Diesen Titel verteidigte er gegen Lupe Suarez und verlor ihn im Rematch gegen Lopez.
Am 22. Februar 1992 wurde er zum zweiten Mal IBF-Weltmeister, als er Jackie Gunguluza in der 4. Runde ausknockte. Dieses Mal konnte er den Gürtel insgesamt sieben Mal verteidigen.